# 金田一溫泉站
金田一溫泉站（日语：／ Kintaichi-onsen eki */?）是位於岩手縣二戶市金田一，屬於IGR岩手銀河鐵道的岩手銀河鐵道線車站。此站往盛岡方向的車站由IGR岩手銀河鐵道管轄，北邊鄰站目時站往青森方向的車站則由青森鐵道管轄。在日本國有鐵道（國鐵）和東日本旅客鐵道（JR東日本）時代，部分的特急列車「初雁」（尾期只有1往返班次）會在此站停靠。

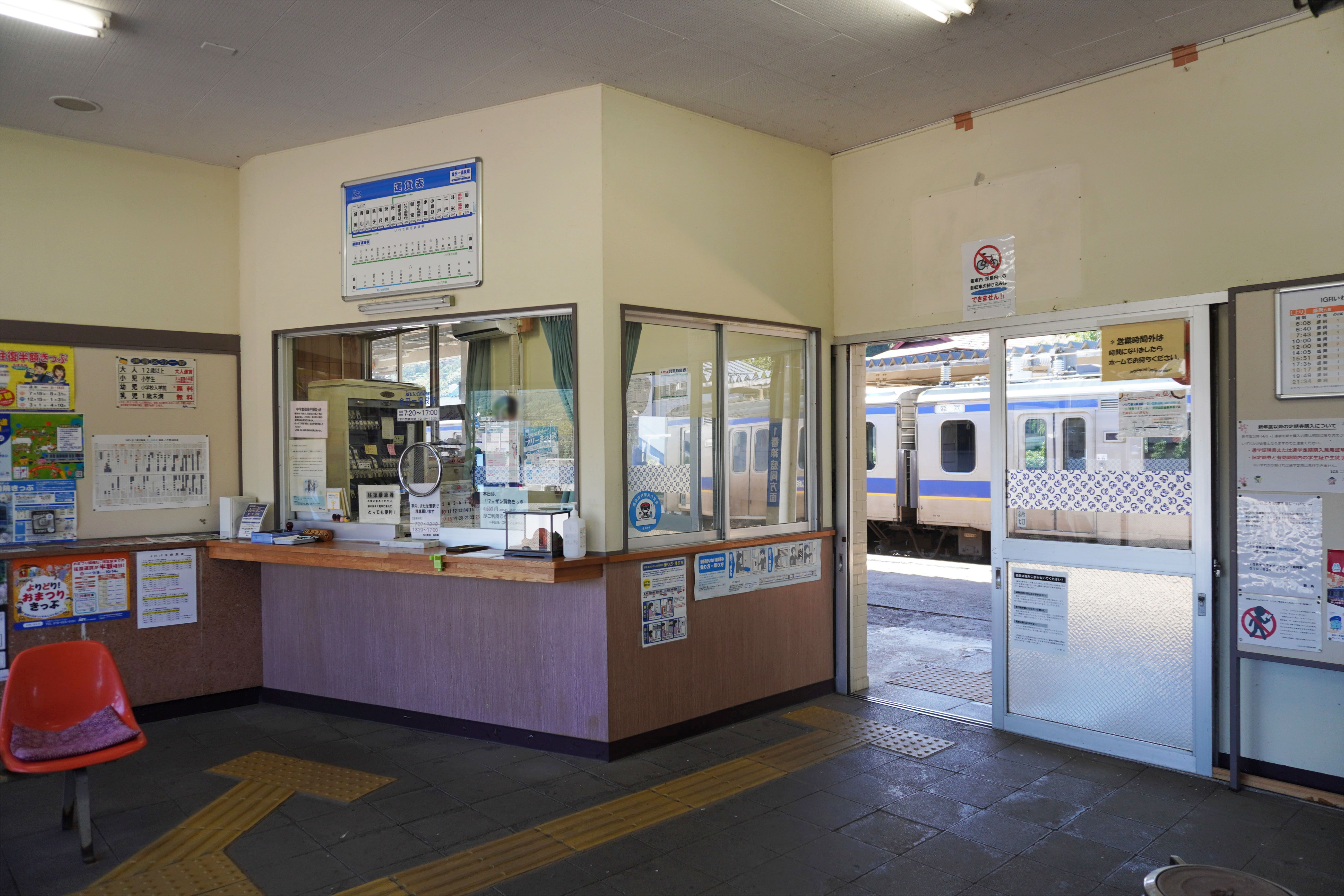
驗票口(2023年9月)

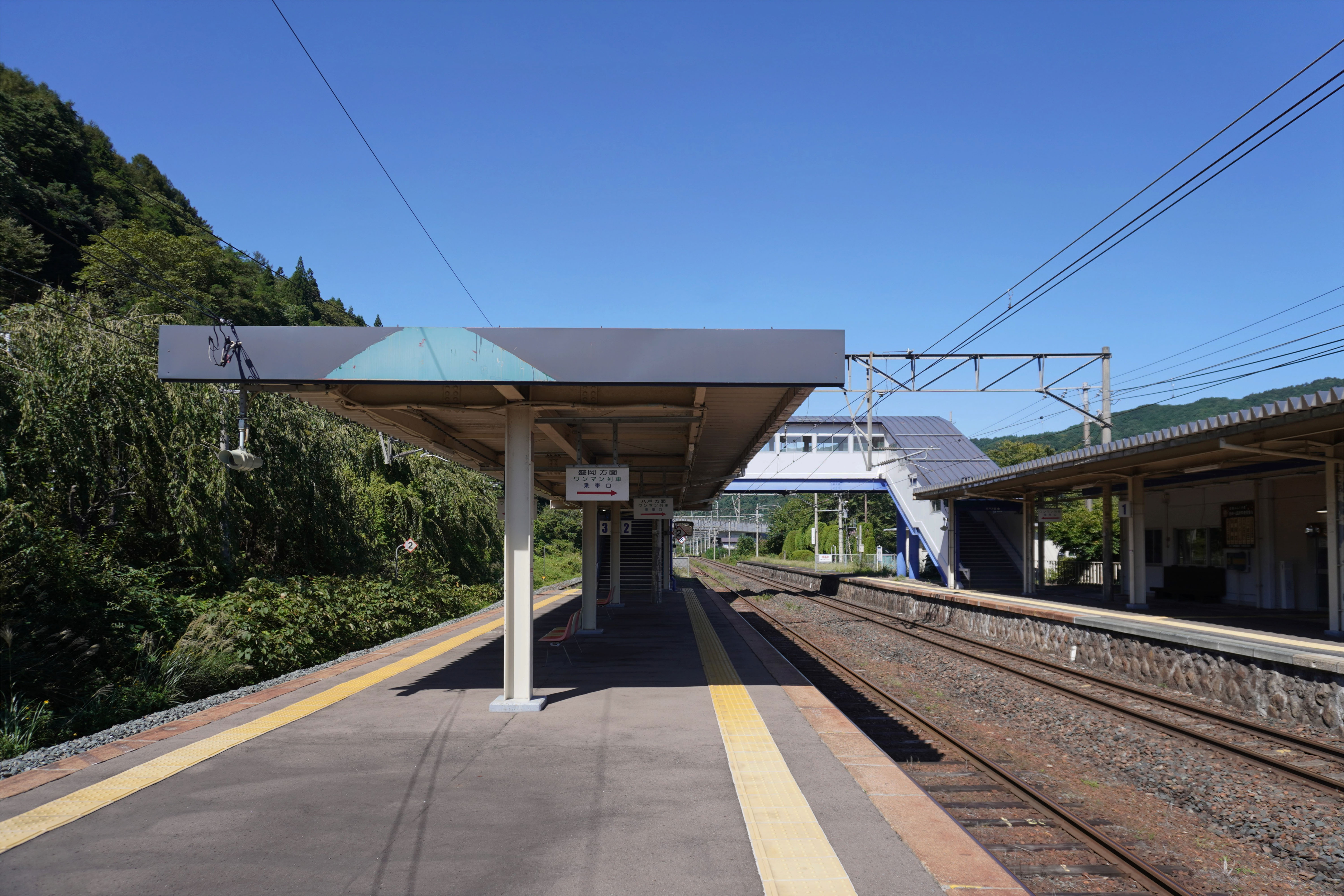
月台(2023年9月)

## 歷史
- 1909年（明治42年）
  - 10月18日：鐵道院開設金田一站（日语：／）（只處理運輸業務）。
  - 11月25日：開始設有旅客業務、貨物起卸業務。
- 1973年（昭和48年）1月1日：終止貨物起卸業務[2]。
- 1982年（昭和57年）：金田一商工會（現時併合至二戶商工會）設立「金田一站前簡易委託業務管理委員會」。
- 1983年（昭和58年）2月1日：成為簡易委託車站（委托金田一商工會負責）[3]。廢除金田一站長，由北福岡站長（後來為二戶站長）管理。
- 1987年（昭和62年）
  - 2月1日：改名為金田一溫泉站[1]。
  - 4月1日：伴隨國鐵分割民營化，車站由東日本旅客鐵道（JR東日本）營運。
- 1992年（平成4年）7月：簡易委託的受託者由「金田一商工會」改由二戶市的的士公司「玉川的士（現時為玉川觀光的士）」負責[3]。
- 1993年（平成5年）4月1日：簡易委託的受託者由「玉川的士」改由「二戶市農協（現時為JA新岩手）」負責[3]。
- 1998年（平成10年）4月：站前設置有上蓋的單車停泊處[4]。
- 2002年（平成14年）
  - 9月1日：為了準備移交管理權給岩手銀河鐵道，此站成為無人車站。
  - 12月1日：東北新幹線延伸至八戶，此站變由IGR岩手銀河鐵道管理。特急「初雁」不再停此站。此站再變為簡易委託車站（受託者:金田一溫泉站協議會）。

## 車站構造
本站是地面車站，設有1面1線的單式月台和1面2線的島式月台，共設有2面3線的月台。各月台之間設有跨線橋連接。此站是由二戶站管理的簡易委託車站，可購買乘票券、補充券和入場券。本站的站房自JR時代便使用至今，為一座鋼筋混凝土平房建築物，並在車站由JR轉移IGR之際進行櫃臺的改裝工程。
站內的售票時間為7:20至11:50、13:00至17:00。在JR時代設有北岩手農業協同組合（現時為JA新岩手）的自動櫃員機，但在2001年撤走。
在2010年12月4日至2011年7月31日之間，於早上6時30分曾經設有從此站出發前往北上的（直通至東北本線）列車（在2010年12月3日前由八戶站開出，八戸站至此站之間為不載客列車）。在翌日8月1日起，該列車的運行區間縮短至從岩手沼宮內出發。在縮短後的替代列車為在6時25分從此站出發的臨時列車前往盛岡，在此站至御堂之間前往盛岡以南區間的乘客，需要在岩手沼宮內站轉乘另一架列車。後來該臨時列車變成定期列車。
車站前的迴旋路附近設有「Park & Ride」使用者專用停車場。使用時需要先向車站櫃臺職員申請。

### 月台
| 月台 | 路線            | 上下行 | 方向           |
| ---- | --------------- | ------ | -------------- |
| 1、2 | ■岩手銀河鐵道線 | 上行   | 二戶、盛岡方向 |
| 3    | ■岩手銀河鐵道線 | 下行   | 三戶、八戶方向 |

2號月台用作從此站出發（折返列車）前往盛岡方向的列車之用。

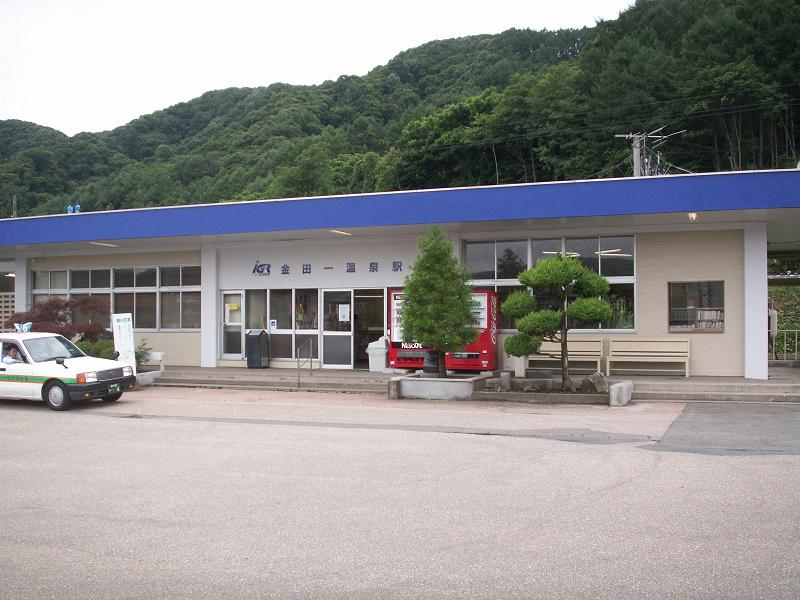
現時的車站大樓（2007年7月）

## 使用狀況
根據「IGR岩手銀河鐵道」的資料，在2019年度（令和元年度）1日平均上下車人次為205人。。
以下列出近年乘客人次，當中2000年度（平成12年度）- 2002年度（平成14年度）之間採用了JR東日本的資料：
| 乘車人次、上下車人次變化 | 乘車人次、上下車人次變化 | 乘車人次、上下車人次變化 | 乘車人次、上下車人次變化 |
| 年度                     | 1日平均 乘車人次         | 1日平均 上下車人次       | 參考資料                 |
| ------------------------ | ------------------------ | ------------------------ | ------------------------ |
| 2000年（平成12年）       | 119                      |                          | [ JR 1 ]                 |
| 2001年（平成13年）       | 113                      |                          | [ JR 2 ]                 |
| 2002年（平成14年）(JR)   | 124                      |                          | [ JR 3 ]                 |
| 2002年（平成14年）(IGR)  |                          | 224                      | [ IGR 2 ]                |
| 2003年（平成15年）       |                          | 199                      | [ IGR 3 ]                |
| 2004年（平成16年）       |                          | 178                      | [ IGR 4 ]                |
| 2005年（平成17年）       |                          | 172                      | [ IGR 5 ]                |
| 2006年（平成18年）       |                          | 172                      | [ IGR 6 ]                |
| 2007年（平成19年）       |                          | 193                      | [ IGR 7 ]                |
| 2008年（平成20年）       |                          | 181                      | [ IGR 8 ]                |
| 2009年（平成21年）       |                          | 191                      | [ IGR 9 ]                |
| 2010年（平成22年）       |                          | 177                      | [ IGR 10 ]               |
| 2011年（平成23年）       |                          | 165                      | [ IGR 11 ]               |
| 2012年（平成24年）       |                          | 173                      | [ IGR 12 ]               |
| 2013年（平成25年）       |                          | 194                      | [ IGR 13 ]               |
| 2014年（平成26年）       |                          | 211                      | [ IGR 14 ]               |
| 2015年（平成27年）       |                          | 186                      | [ IGR 15 ]               |
| 2016年（平成28年）       |                          | 204                      | [ IGR 16 ]               |
| 2017年（平成29年）       |                          | 207                      | [ IGR 17 ]               |
| 2018年（平成30年）       |                          | 200                      | [ IGR 18 ]               |
| 2019年（令和元年）       |                          | 205                      | [ IGR 1 ]                |

## 車站周邊
- 二戶市立金田一社區中心「Atsuma Lanka」（中心內設有二戶市政廳金田一出張所）
- 岩手縣立縣北青少年之家
- 岩手縣立二戶醫院
- 創價學會二戶文化會館
- 金田一郵局（日语：金田一郵便局）
- 岩手銀行金田一分店
- 金田一溫泉（轉乘JR巴士約5分鐘車程）
- 二戶市立金田一小學
- 二戶市立金田一中學
- 二戶市立金田一保育所
- 二戶市商工會

## 巴士路線
站前迴旋路
- JR巴士東北
  - 輕米線（日语：軽米線）
    - 金田一溫泉、輕米方向
    - 二戶站方向
- 二戶市社區巴士[5]
  - 秋葉 - 落合線（只限平日服務）
  - 野野上線（只限星期一、五服務）
  - 落合線（只限星期二服務）
  - 釜澤線（只限星期四服務）

## 相鄰車站
IGR岩手銀河鐵道
■岩手銀河鐵道
斗米－金田一溫泉－目時

## 注腳

### 使用狀況

#### JR東日本
1. ↑  . 東日本旅客鉄道.   [2019-02-03]. （原始内容存档于2018-02-13） （日语）.
2. ↑  . 東日本旅客鉄道.   [2019-02-03]. （原始内容存档于2019-04-02） （日语）.
3. ↑  . 東日本旅客鉄道.   [2019-02-03]. （原始内容存档于2019-04-02） （日语）.

#### IGR岩手銀河鐵道
1. 1 2   (PDF). IGRいわて銀河鉄道.   [2020-08-09]. （原始内容 (PDF)存档于2020-08-10） （日语）.
2. ↑   (PDF). IGRいわて銀河鉄道.   [2019-02-04]. （原始内容 (PDF)存档于2019-02-04） （日语）.
3. ↑   (PDF). IGRいわて銀河鉄道.   [2019-02-04]. （原始内容 (PDF)存档于2019-02-04） （日语）.
4. ↑   (PDF). IGRいわて銀河鉄道.   [2019-02-04]. （原始内容 (PDF)存档于2019-02-04） （日语）.
5. ↑   (PDF). IGRいわて銀河鉄道.   [2019-02-04]. （原始内容 (PDF)存档于2019-02-04） （日语）.
6. ↑   (PDF). IGRいわて銀河鉄道.   [2019-02-04]. （原始内容 (PDF)存档于2019-02-04） （日语）.
7. ↑   (PDF). IGRいわて銀河鉄道.   [2019-02-04]. （原始内容 (PDF)存档于2019-02-04） （日语）.
8. ↑   (PDF). IGRいわて銀河鉄道.   [2019-02-04]. （原始内容 (PDF)存档于2019-02-04） （日语）.
9. ↑   (PDF). IGRいわて銀河鉄道.   [2019-02-04]. （原始内容 (PDF)存档于2019-02-04） （日语）.
10. ↑   (PDF). IGRいわて銀河鉄道.   [2019-02-04]. （原始内容 (PDF)存档于2019-02-04） （日语）.
11. ↑   (PDF). IGRいわて銀河鉄道.   [2019-02-04]. （原始内容 (PDF)存档于2019-02-04） （日语）.
12. ↑   (PDF). IGRいわて銀河鉄道.   [2019-02-04]. （原始内容 (PDF)存档于2019-02-04） （日语）.
13. ↑   (PDF). IGRいわて銀河鉄道.   [2019-02-04]. （原始内容 (PDF)存档于2019-02-04） （日语）.
14. ↑   (PDF). IGRいわて銀河鉄道.   [2019-02-04]. （原始内容 (PDF)存档于2019-02-04） （日语）.
15. ↑   (PDF). IGRいわて銀河鉄道.   [2019-02-04]. （原始内容 (PDF)存档于2019-02-04） （日语）.
16. ↑   (PDF). IGRいわて銀河鉄道.   [2019-02-04]. （原始内容 (PDF)存档于2019-02-04） （日语）.
17. ↑   (PDF). IGRいわて銀河鉄道.   [2019-02-04]. （原始内容 (PDF)存档于2019-02-04） （日语）.
18. ↑   (PDF). IGRいわて銀河鉄道.   [2019-07-20]. （原始内容 (PDF)存档于2019-07-08） （日语）.

## 外部連結
- IGR岩手銀河鐵道 金田一溫泉站 （页面存档备份，存于）（日語）